# La Paz (Baja California Sur)
La Paz je hlavní město mexického státu Baja California Sur a důležité regionální komerční centrum. Město má podle odhadu z roku 2010 asi 215 000 obyvatel, ale celá metropolitní oblast zahrnuje i blízká města el Centenario, el Zacatal a San Pedro. S přílehlými oblastmi má metropole rozlohu 20 275 km² (4. největší v Mexiku) a žije v ní 251 871 obyvatel.

## Partnerská města
- Džíbútí, Džibutsko
- Ensenada, Baja California, Mexiko
- Redondo Beach, USA
- Rosarito, Mexiko
- Słubice, Polsko
- Tijuana, Mexiko

## Galerie

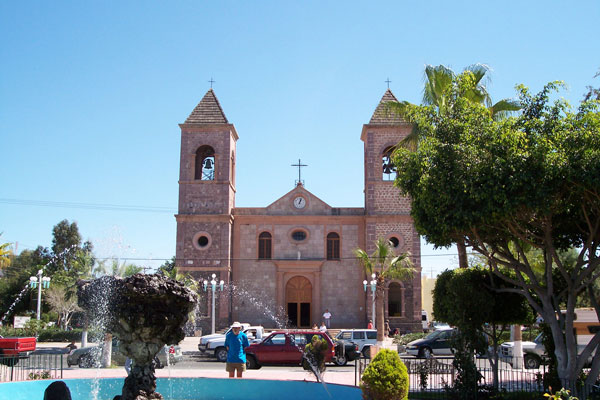
La Pazská katedrála
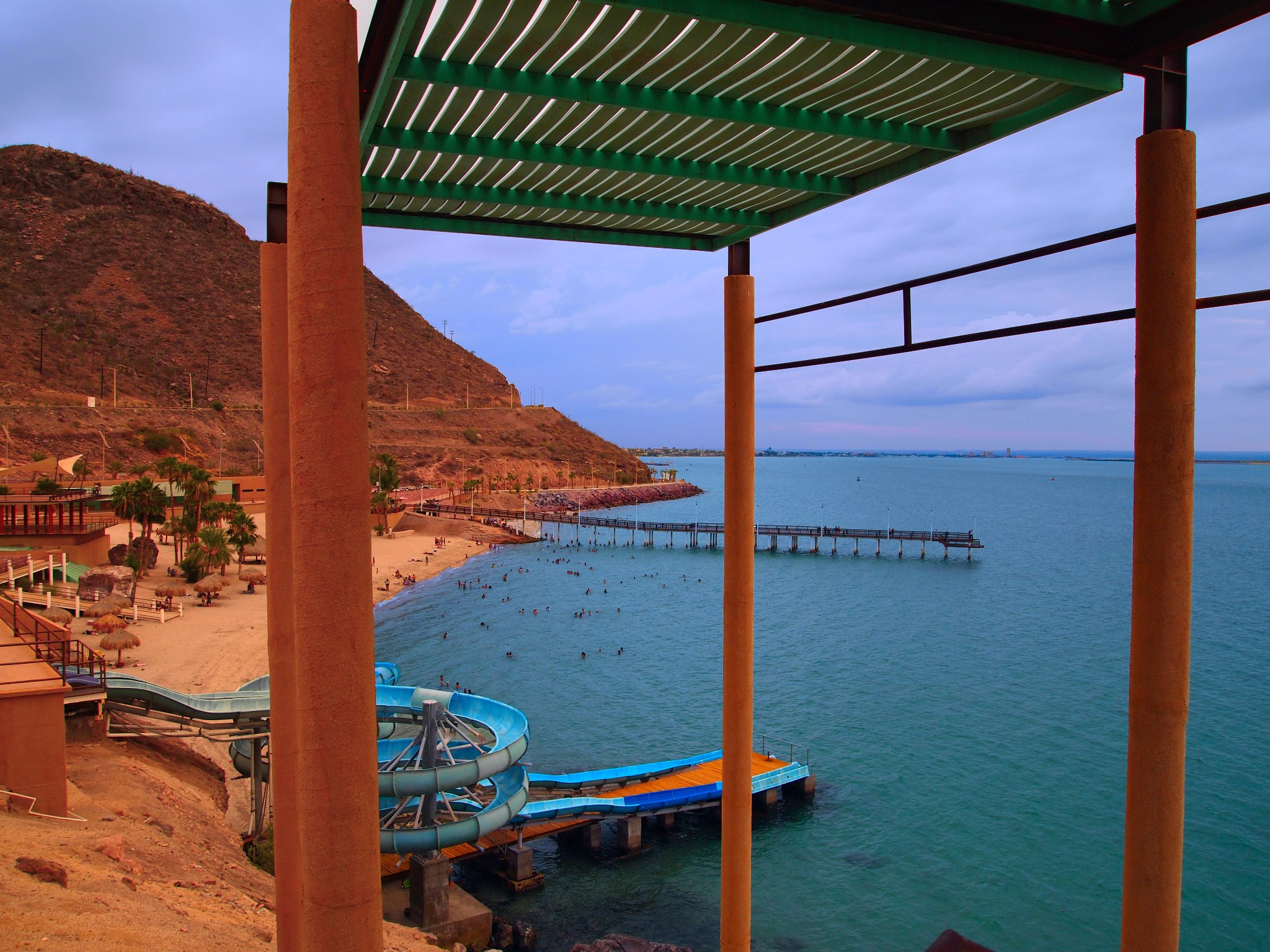
Aquapark
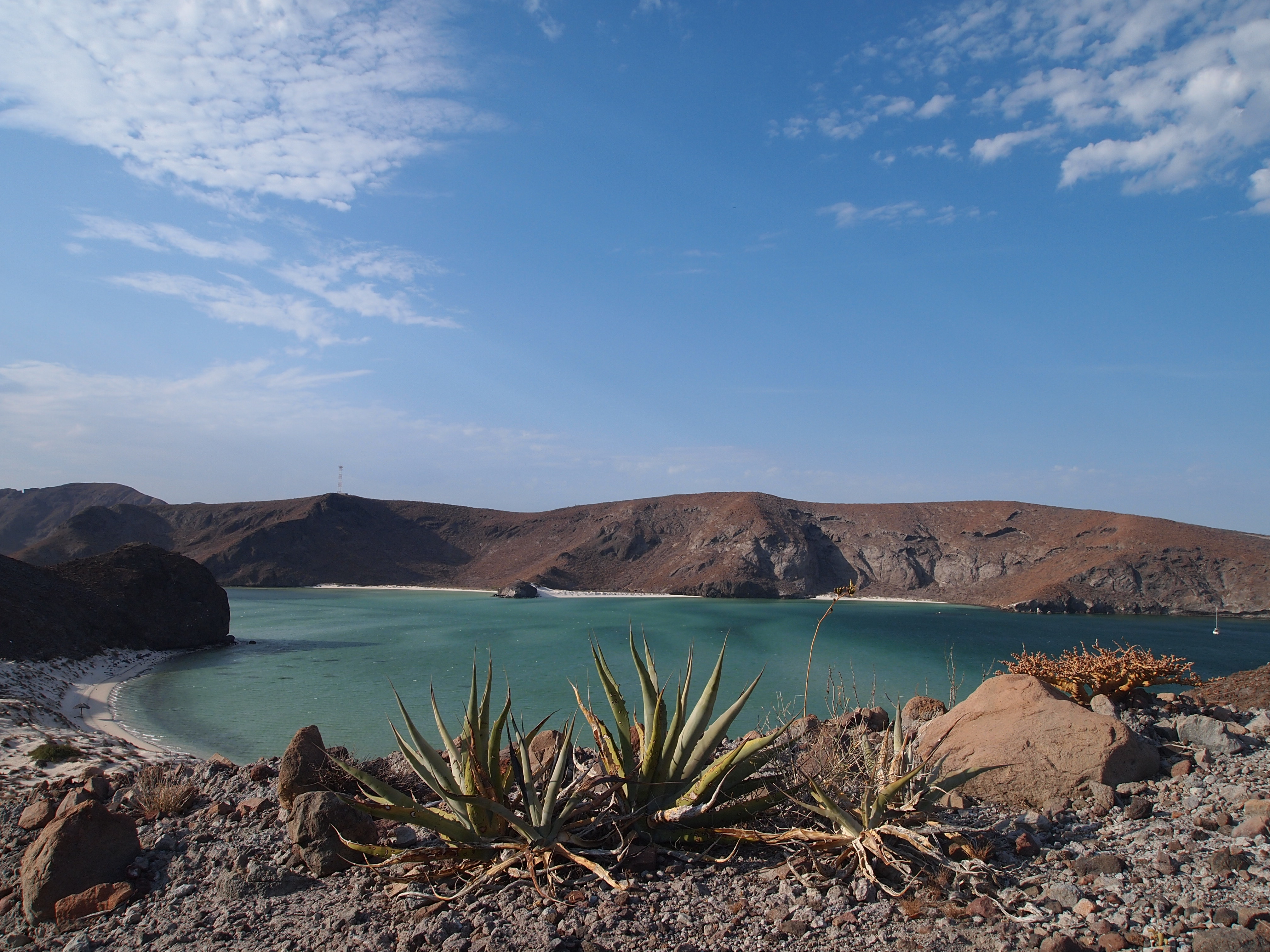
Pláž Balandra
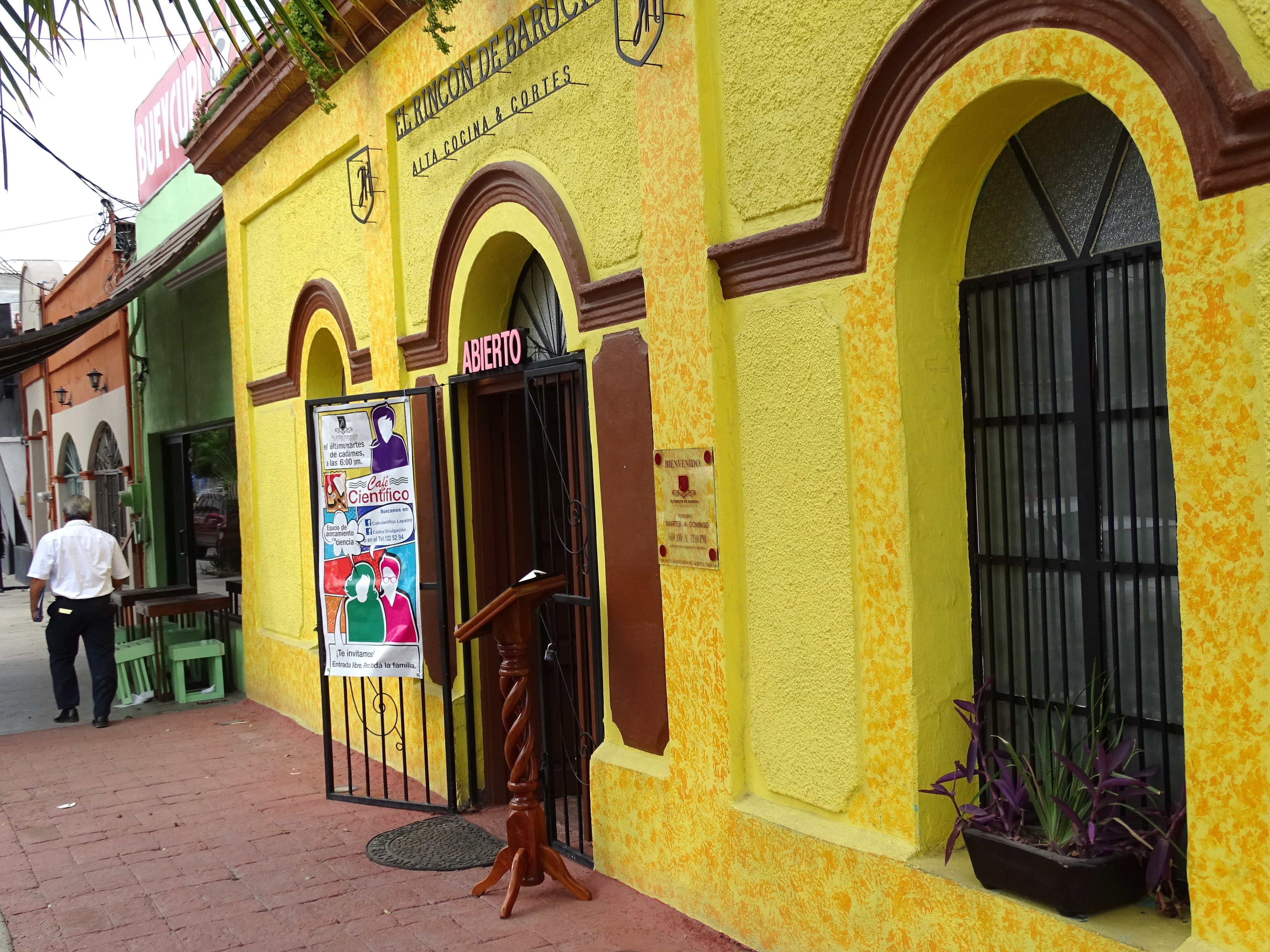
Barevné domy
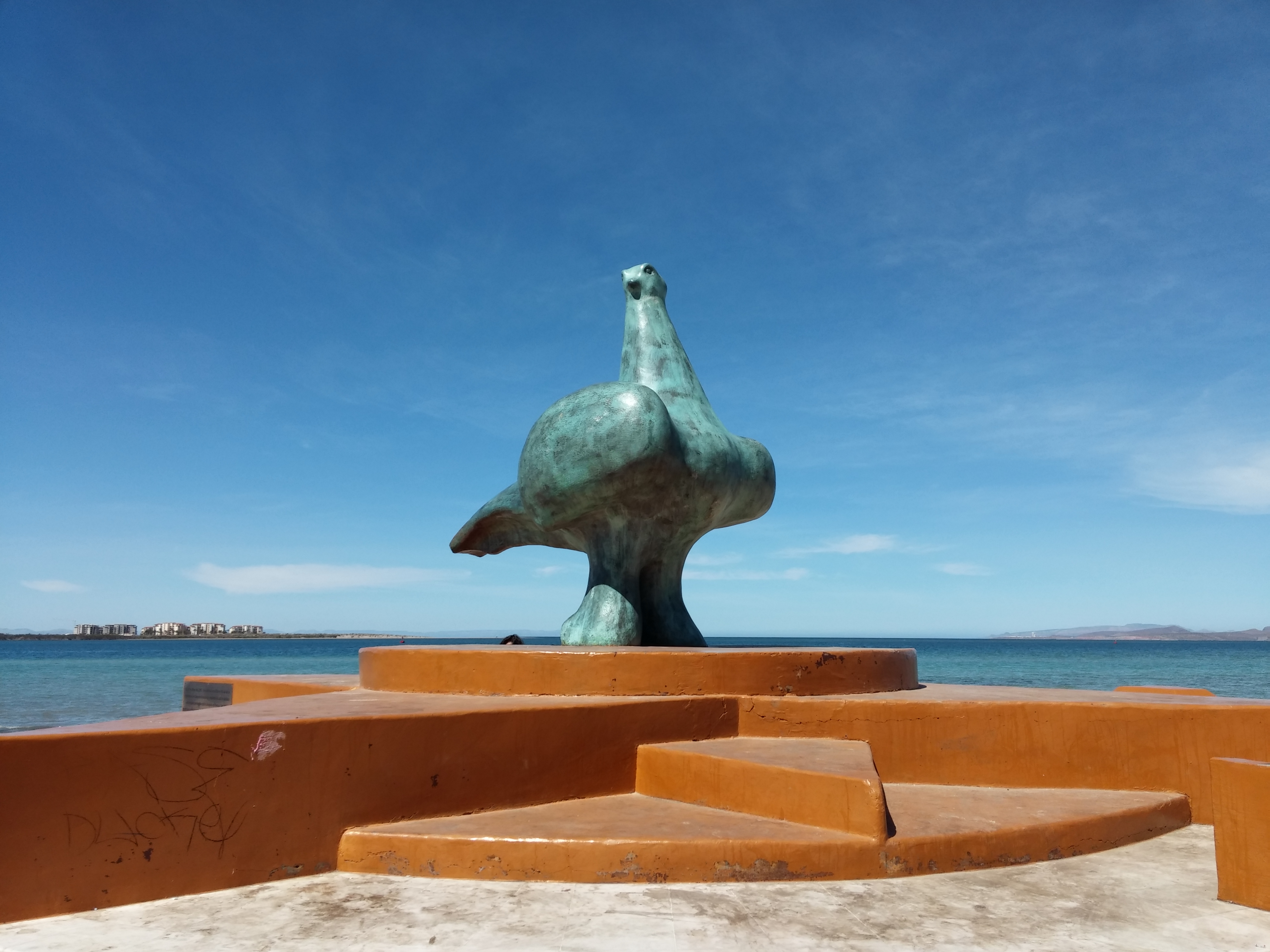
Socha Juana Soriana